# Puriton
Puriton est un village et une paroisse civile du Somerset, en Angleterre.